# Борє-при-Млиншах
Борє-при-Млиншах (словен. Borje pri Mlinšah) — поселення в общині Загорє-об-Саві, Засавський регіон, Словенія. Висота над рівнем моря: 557,6 м.